# Припливна електростанція

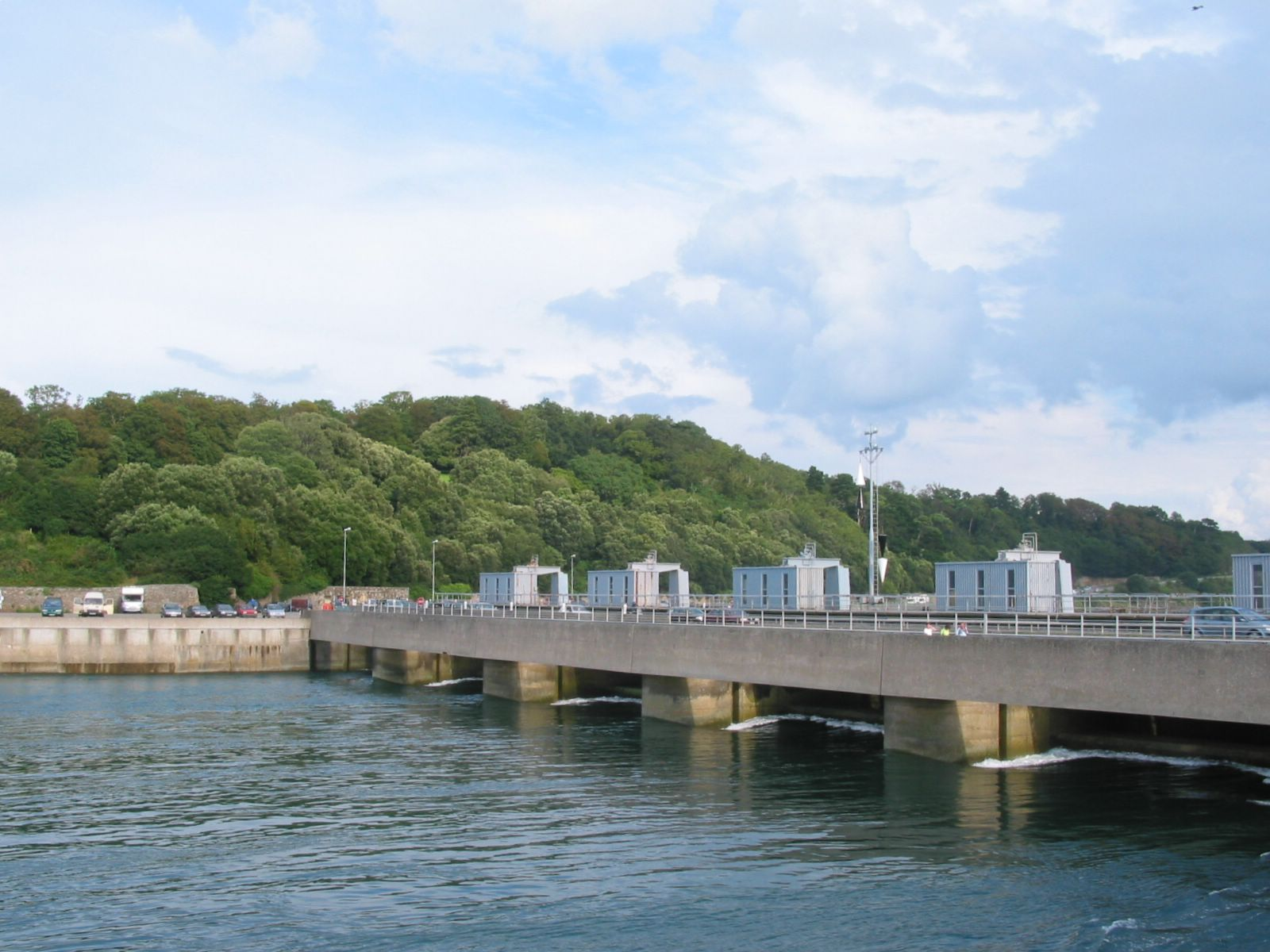
Найбільша у світі припливна електростанція Ля Ранс, Франція

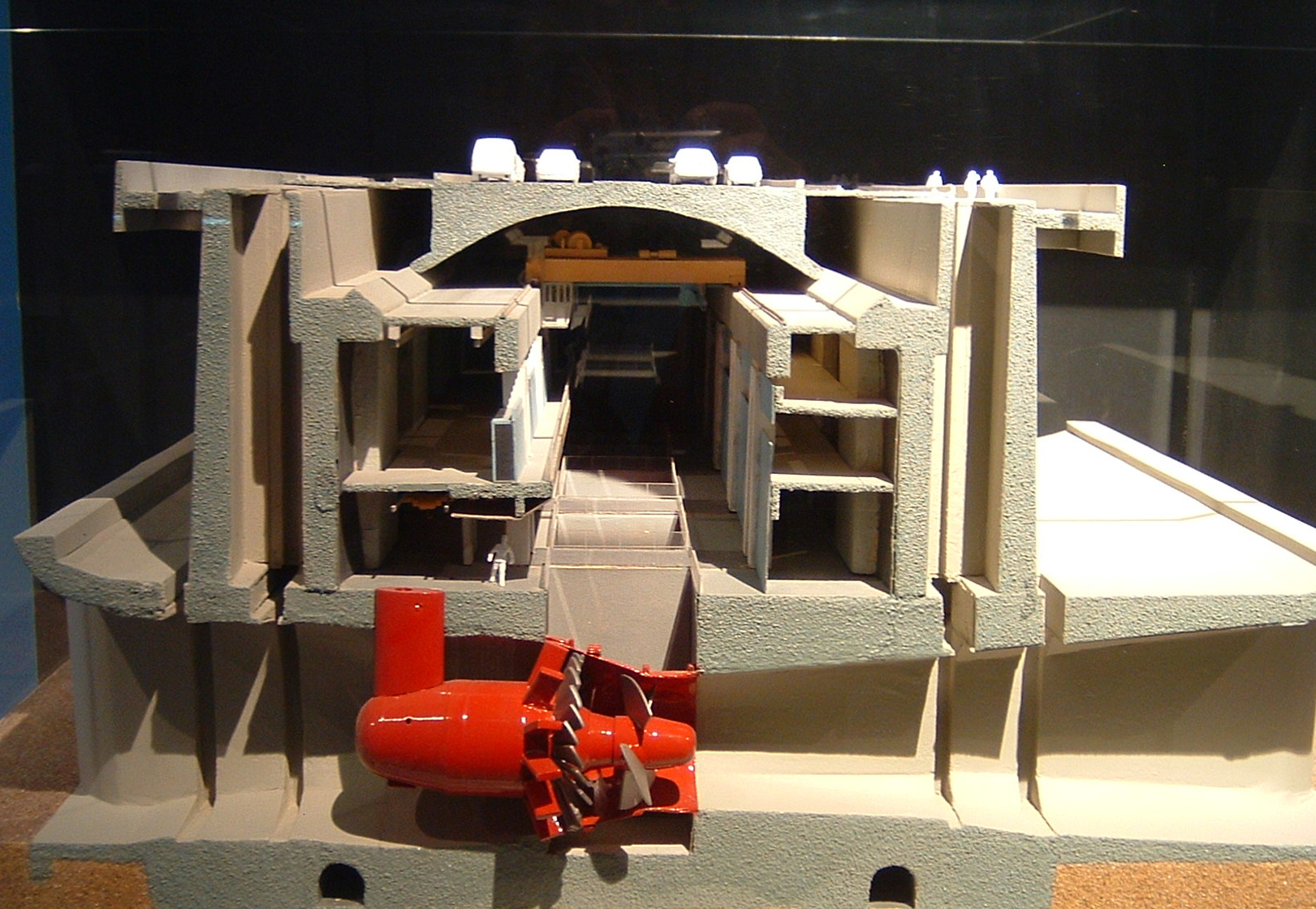
Макет станції Ля Ранс

Припли́вна електроста́нція (ПЕС) — особливий вид гідроелектростанції, що використовує енергію припливів, а фактично кінетичну енергію обертання Землі у залежності від інших астрономічних тіл.

## Загальна характеристика
Припливні електростанції будують на узбережжі морів, де гравітаційні сили Місяця та Сонця двічі на добу змінюють рівень води. Коливання можуть досягати 13 м.
Існує думка, що робота припливних електростанцій гальмує обертання Землі. Однак з огляду на колосальну масу Землі, вплив припливних електростанцій непомітний. Кінетична енергія обертаня Землі (~1029 Дж) настільки велика, що робота припливних станцій потужністю 1000 ГВт буде збільшувати тривалість доби на 9 порядків менше природного гальмування (~2×10−5 с на рік).
Для отримання енергії затоку або гирло річки перекривають греблею, в якій встановлено гідроагрегати, що можуть працювати як у режимі генератора, так і в режимі насоса (для перекачування води у водосховище для подальшої роботи у відсутність припливів і відпливів). В останньому випадку вони називаються гідроакумулючими електростанціями. Принцип акумулювання енергії такий: під час припливу у водосховище закачується додаткова кількість води, котра після падіння зовнішнього рівня може бути спущена, з додаткової висоти утворенної зміною зовнішнього рівня.
Розташування припливних електростанцій в гирлах річок, має значний вплив на екосистему[джерело?]. Через це багато урядів останнім часом неохоче дають згоду на будівництво таких станцій.
Перша електростанція такого типу була запущена в 1966 році у французькому містечку Сен-Мало на Ла-Манші. Окрім Франції, ПЕС є у Великій Британії, Канаді, Китаї, Індії, США та інших країнах. 
ПЕС «Ля Ранс», побудована в естуарії річки Ранс (Північна Бретань) має найбільшу в світі дамбу, її довжина становить 800 м. Гребля також служить мостом, по якому проходить високошвидкісна траса, що з'єднує міста Сен-Мало і Дінард. Потужність станції становить 240 МВт.
Однією з потужних припливних турбін є розроблена компанією Orbital Marine Power турбіна O2, що розташована на Оркнейських островах у Шотландії та яка здатна, використовуючи енергію морських хвиль, забезпечити електроенергією 2000 британських домогосподарств. 74-метрова турбіна O2 оснащена двома роторами діаметром 20 м і має потужність 2 МВт.